# Elongeuma speophilum
Elongeuma speophilum är en mångfotingart som beskrevs av Sergei I. Golovatch 1982. Elongeuma speophilum ingår i släktet Elongeuma och familjen Altajellidae. Inga underarter finns listade i Catalogue of Life.